# Omphalotrix longipes
Omphalotrix longipes är en snyltrotsväxtart som beskrevs av Carl Maximowicz. Omphalotrix longipes ingår i släktet Omphalotrix och familjen snyltrotsväxter. Inga underarter finns listade i Catalogue of Life.